# هلومسر
هلومسر ، روستایی است از توابع بخش مرکزی شهرستان آمل در استان مازندران ایران.

## جمعیت
این روستا در دهستان بالاخیابان لیتکوه قرار داشته و براساس آخرین سرشماری مرکز آمار ایران که در سال ۱۳۸۵ صورت گرفته، جمعیت آن ۷۷۸ نفر (۱۸۸ خانوار) بوده‌است.

## اهمیت
روستای هلومسر به دلیل نزدیکی به شهر آمل (۳ کیلومتر فاصله با آمل) و همچنین نزدیکی به دانشگاه شمال، بیمارستان تخصصی امام خمینی، مجموعه توریستی تفریحی اکسین شمال و پارک جنگلی هلومسر بین روستاهای اطراف اهمیت فراوانی داشته و مورد توجه مسافران قرار گرفته است.
همچنین این روستا، مسیر عبور روستایی بسیار دنج به نام نوگردن می باشد و در ادامه بعد از طی مسیر 1 کیلومتری به امام زاده محمد از نوادگان امام حسن مجتبی علیه السلام، خواهید رسید که البته فضایی بسیار صمیمی و زیبا دارد.
مجموعه ی تفریحی فرهنگی گردشگری اکسین لند (اکسین آمل) مجموعه ای بسیار جامع در فضایی بسیار زیبا با معماری و ساخت بی نظیر در این روستا واقع شده است، وجود این مجموعه در این روستا  و همچنین موقعیت طبیعی بی نظیز به لحاظ نزدیکی به جنگل های جاده هراز سبب مرغوبیت بسیار زیاد زمین های مسکونی اطراف آن گشته است.